# Myorycteropus
Myorycteropus — вимерлий рід трубкозубових, що мешкав у нижньому міоцені (близько 17 мільйонів років тому), а його викопні останки були знайдені в Африці (Кенія).

## Опис
Скам'янілості цієї тварини містять частковий скелет та інші окремі елементи, що свідчить про існування тварини, дуже схожої на сучасних трубкозубів (Orycteropus afer). Однак розміри були значно меншими: Myorycteropus ледве перевищував 50 сантиметрів у довжину, тоді як сучасні трубкозуби перевищують 1,5 метра. Крім того, передні лапи були пропорційно міцнішими, ніж у трубкозубів.